# Flakpanzer 38(t)
Flakpanzer 38(t)(tên chính thức:Flakpanzer 38(t) auf Selbstfahrlafette 38(t) Ausf M (SdKfz 140)) là tên một loại pháo phòng không tự hành của Đức trong đệ nhị thế chiến.

## Thiết kế
Flakpanzer 38(t) được thiết kế trên khung gầm chiến xa LT-38 của Tiệp Khắc và được sản xuất từ tháng 11/1943 đến tháng 2/1944, được đưa vào hoạt động năm 1944. Do sử dụng khung gầm chiến xa 38(t) Ausf M nên động cơ được đặt ở gần khoảng giữa thân xe; tháp pháo đặt phía sau xe, ở phần được thiết kế bọc giáp một cách đặc biệt; tháp pháo có thể quay được 360 độ ở góc nâng thấp. Trong đệ nhị thế chiến, có tổng cộng 141 chiếc Flakpanzer 38(t) được sản xuất, bao gồm cả một mẫu thử nghiệm.

## Lịch sử hoạt động
Flakpanzer 38(t) được dự định trang bị cho các trung đội phòng không của từng tiểu đoàn (Panzer Abteilung) trong một sư đoàn chiến xa Panzer. Phần lớn số xe Flakpanzer 38(t) đều hoạt động cùng với các sư đoàn chiến xa Panzer ở mặt trận phía Tây, số còn lại hoạt động ở mặt trận phía Đông. Thí dụ điển hình về các sư đoàn sử dụng Flakpanzer 38(t) chính là sư đoàn 12 Panzer SS (12th SS Panzer Division).
Trong những giai đoạn cuối cùng của cuộc chiến, loại pháo phòng không 20 mm FlaK 38 không còn đủ khả năng để ngăn chặn phi cơ đối phương, và trở thành mục tiêu dễ ăn cho các phi cơ cường kích của phe Đồng minh.
Thiết kế đặc biệt, dạng gấp khúc—giống hình đầu mũi tên—của bộ giáp phía sau xe cho phép tháp pháo hạ thấp được 5 độ (-5°), và chiếc Flakpanzer 38(t) thường được sử dụng để tấn công bộ binh, các phương tiện cơ giới hoặc xe thiết giáp nhẹ của đối phương.